# Universalpragmatik
Universalpragmatik ist ein zentraler Terminus in der Theorie von Jürgen Habermas. Er wurde von ihm seit Beginn der 1970er Jahre im Rahmen seiner Diskursethik in Auseinandersetzung mit der Transzendentalpragmatik Karl-Otto Apels entwickelt. In seinen späteren Werken verwendet Habermas meist den Begriff „Formalpragmatik“. Habermas versteht die Universalpragmatik als rekonstruktive Wissenschaft, die im Einklang mit den empirischen Wissenschaften unser vortheoretisches Sprach- und Handlungswissen identifizieren will. Sie „hat die Aufgabe, universale Bedingungen möglicher Verständigung zu identifizieren und nachzukonstruieren“.

## Sprechakttheoretischer Hintergrund
Searle und Austin
Die Grundlage der Universalpragmatik stellt die von John L. Austin und John R. Searle entwickelte Theorie der Sprechakte dar. Im Zentrum der Theorie steht die Erkenntnis, dass Sprechen immer auch Handeln, also „eine regelgeleitete Form des Verhaltens“ ist. Die Grundeinheit sprachlicher Kommunikation ist demnach nicht ein Symbol, Wort oder Satz, „sondern die Hervorbringung des Symbols oder Wortes oder Satzes im Vollzug des Sprechaktes“.
Austin erläutert, dass viele der traditionellen philosophischen Probleme durch die Auffassung
entstanden sind, Äußerungen seien entweder als Äußerungen über Tatsachen (konstative Äußerungen) aufzufassen oder keiner Analyse wert. Dies habe dazu geführt, den Umstand zu vernachlässigen, dass Sprechen immer gleichzeitig auch Handeln bedeute. Austin bezeichnet diese „Tatsachenfixierung“ der Sprachanalyse auch als „deskriptiven Fehlschluss“.
|                                          | lokutionärer Akt                                               | illokutionärer Akt                                                | perlokutionärer Akt                                           |
| ---------------------------------------- | -------------------------------------------------------------- | ----------------------------------------------------------------- | ------------------------------------------------------------- |
| Ziel bei Austin/Searle                   | Hervorbringung einer syntaktisch-semantisch korrekten Äußerung | Hervorrufen eines bestimmten Verständnisses beim Gesprächspartner | Hervorbringung einer bestimmten Wirkung beim Gesprächspartner |
| Terminologie bei Habermas                | ebd.; Inhaltsaspekt der Aussage                                | ebd; illokutionäre Kraft; Beziehungsaspekt der Aussage            | -                                                             |
| Zugeordneter Handlungsmodus bei Habermas | alle                                                           | kommunikatives Handeln                                            | strategisches Handeln                                         |

Nach Austin hat ein Sprechakt folgende Teilakte:
- lokutionärer Akt: das Hervorbringen von Äußerungen auf der artikulatorischen, syntaktischen und semantischen Ebene
- illokutionärer Akt: der Vollzug einer Äußerung in ihrer kommunikativen Geltung (z. B. als Frage, Bitte, Warnung, Empfehlung, Drohung)
- perlokutionärer Akt: das Erzielen der vom Sprecher beabsichtigten und beim Hörer auch tatsächlich eingetretenen Wirkung der Äußerung (z. B. überzeugen, umstimmen, verärgern, verunsichern, kränken, trösten).

Habermas
Habermas übernimmt in vereinfachter Form die Terminologie von Austin und unterscheidet zwischen einem illokutionären und lokutionären bzw. einem Inhalts- und Beziehungsaspekt von Aussagen. Der Beziehungsaspekt von Aussagen wird durch den illokutionären Bestandteil einer Sprechhandlung bestimmt und ist daher für die generative Kraft von Sprechakten verantwortlich. Diese generative Kraft des illokutiven Teils bewirkt nach Ansicht von Habermas, dass ein Sprechakt überhaupt ge- bzw. misslingen kann, da durch seine Verwendung versucht wird, eine Beziehung zwischen Sprecher und Hörer aufzubauen. Scheitert dieser Versuch, ist die Verständigung misslungen, akzeptiert der Hörer jedoch die im illokutiven Teil implizierte Form der Beziehung, ist der Versuch gelungen.
Der von Austin als perlokutionärer Akt bezeichnete Aspekt einer Äußerung wird bei Habermas als ein bestimmter Fall des strategischen Handelns bzw. allgemeiner des teleologischen Handelns behandelt. Dieses bezeichnet allgemein ein Handeln, das auf einen Zweck bzw. das Hervorbringen eines gewünschten Zustandes ausgerichtet ist. Teleologisches Handeln wird zu strategischem Handeln, „wenn in das Erfolgskalkül des Handelnden die Erwartung von Entscheidungen mindestens eines weiteren zielgerichtet handelnden Aktors eingehen kann“.
Eine perlokutionäre Handlung wird von Habermas nun so begriffen, dass sie der Definition von strategischem Handeln das Merkmal der Täuschung hinzufügt: Ein perlokutionäres Ziel kann ein Sprecher nur dann verfolgen, wenn er den Hörer über das tatsächliche Ziel der Sprechhandlung täuscht. Der perlokutionäre Effekt ist für Habermas demnach eine bestimmte Form des zweckorientierten Handelns und kann damit vom illokutionären Handeln, welches nicht zum strategischen Handeln zu zählen ist, unterschieden werden.
Dieses Gegenstück zum strategischen Handeln bezeichnet Habermas als kommunikatives Handeln:
Ich rechne also diejenigen sprachlich vermittelten Interaktionen, in denen alle Beteiligten mit ihren Sprechhandlungen illokutionäre Ziele und nur solche verfolgen, zum kommunikativen Handeln.

## Handlungsformen
Habermas unterscheidet vier universelle Formen des Handelns, denen entsprechende Sprechakte und Rationalitätstypen zugeordnet sind:
- Das teleologische Handeln bezieht sich auf die „objektive Welt“ der „Sachverhalte“. Wir entscheiden uns für eine bestimmte Handlungsalternative, die uns als das erfolgversprechendste Mittel erscheint, bestimmte Zwecke zu erreichen. Der Erfolg ist dabei zwar häufig von „anderen Aktoren“ abhängig; diese sind aber „an ihrem jeweils eigenen Erfolg orientiert“ und verhalten sich „nur in dem Maße kooperativ […] wie es ihrem egozentrischen Nutzenkalkül entspricht“.[8]
- Im normenregulierten Handeln dagegen tritt der Aktor in Beziehung zu zwei Welten: der Welt der Sachverhalte und der sozialen Welt. „Eine soziale Welt besteht aus einem normativen Kontext, der festlegt, welche Interaktionen zur Gesamtheit berechtigter interpersonaler Beziehungen gehören“. Ihr gehören alle Aktoren an, „für die entsprechende Normen gelten“ und „von denen sie als gültig akzeptiert werden“.[9]
- Das dramaturgische Handeln beruht auf einer Selbstdarstellung der Aktoren. Sie sind „Interaktionsteilnehmer, die füreinander ein Publikum bilden, vor dessen Augen sie sich darstellen“.[10] Diese „Selbstrepräsentation“ versteht Habermas nicht als ein „spontanes Ausdrucksverhalten“, sondern als „zuschauerbezogene Stilisierung des Ausdrucks eigener Erlebnisse“.
- Im kommunikativen Handeln schließlich gewinnt die sprachliche Dimension das entscheidende Gewicht. Es bezieht sich auf die „Interaktion von mindestens zwei sprach- und handlungsfähigen Subjekten“, die „eine Verständigung über die Handlungssituation“ suchen, „um ihre Handlungspläne und damit ihre Handlungen einvernehmlich zu koordinieren“.[11] Das kommunikative Handeln stellt keineswegs den „Normalfall kommunikativer Alltagspraxis“ dar, was es schwer macht, es als allgemeingültig nachzuweisen. Um diesen Nachweis zu leisten, versucht Habermas in der Theorie des kommunikativen Handelns eine „Aufarbeitung der soziologischen Ansätze zu einer Theorie der gesellschaftlichen Rationalisierung“ von Weber bis Parsons.[12]

|                            | teleologisches Handeln                      | normenreguliertes Handeln                           | dramaturgisches Handeln             | kommunikatives Handeln                                  |
| -------------------------- | ------------------------------------------- | --------------------------------------------------- | ----------------------------------- | ------------------------------------------------------- |
| Zentraler Handlungsbegriff | Entscheidung                                | Normbefolgung                                       | Selbstrepräsentation                | Interpretation                                          |
| Sprechakt                  | konstativer Sprechakt                       | regulativer Sprechakt                               | expressiver Sprechakt               | kommunikativer Sprechakt                                |
| Rationalitätstypus         | kognitiv-instrumentelle Rationalität        | moralisch-praktische Rationalität                   | ästhetisch-praktische Rationalität  | kommunikative Rationalität                              |
| Geltungsanspruch           | Wahrheit                                    | Richtigkeit                                         | Wahrhaftigkeit                      | Verständlichkeit                                        |
| Weltbezug                  | Objektive Welt                              | Soziale Welt                                        | Subjektive Welt                     | reflexiver Bezug auf alle drei „Welten“                 |
| Rolle der Sprache          | Einwirken auf andere Sprecher               | Überlieferung kultureller Werte; Konsensbildung     | Selbstinszenierung                  | Verständigung (Berücksichtigung aller Sprachfunktionen) |
| Vergleich zu Kant          | theoretische Vernunft                       | praktische Vernunft                                 | ästhetische Vernunft                | Einheit der Vernunft                                    |
| Soziologisches Konzept     | individualistisches Programm der Soziologie | Handlungstheorie von Talcott Parsons; Rollentheorie | Handlungstheorie von Erving Goffman | Mead; Garfinkel                                         |

## Methodologischer Status
Habermas versteht die Universalpragmatik als „rekonstruktive Wissenschaft“. Sie richtet sich auf das implizite, „vortheoretische“ Wissen des Sprechers, das sie systematisch zu explizieren versucht. Ihr Gegenstandsbereich gehört zur „symbolisch strukturierten Wirklichkeit“ der sozialen Welt und untersucht deren „Tiefenstruktur“. Ihr Ziel ist das explizite Wissen von den Regeln und Strukturen, deren Beherrschung die Grundlage für die Kompetenz eines Subjekts ist, sinnvolle Ausdrücke zu generieren.
Die Universalpragmatik arbeitet zwar als rekonstruktive Wissenschaft auch empirisch, ihr Vorgehen unterscheidet sich aber in wichtigen Punkten von den Naturwissenschaften. „Die relevanten Daten für die Bildung und Überprüfung rekonstruktiver Hypothesen werden primär durch die aktuellen Vollzüge und instrospektiven Berichte kompetenter Subjekte geliefert“.
Das implizite Wissen des Subjekts ist dabei in der Regel nicht direkt abfragbar und muss diskursiv gerechtfertigt werden. Es kann durch eine „mäeutische Befragungsmethode“ bewusst gemacht werden: „durch die Wahl geeigneter Beispiele und Gegenbeispiele, durch Kontrast- und Ähnlichkeitsrelationen, durch Übersetzungen, Paraphrasen usw.“.
Rekonstruktive Theorien unterscheiden sich folglich von empirischen Theorien in ihrem Verhältnis zum Alltagswissen. Während diese „das Alltagswissen, das wir zunächst vorwissenschaftlich über einen Objektbereich besitzen, wieder und durch ein korrektes, vorläufig als wahr angesehenes Wissen ersetzen“ können, ist dies bei rekonstruktiven Theorien nicht möglich. Ein Rekonstruktionsvorschlag kann „das vortheoretische Wissen mehr oder weniger explizit und angemessen darstellen, aber niemals falsifizieren. Als falsch kann sich allenfalls die Wiedergabe der Sprecherintuition erweisen, aber nicht diese Intuition selbst“.